# Ippolita Cantelmo Stuart
Ippolita Cantelmo Stuart Gaetani dell'Aquila d'Aragona (Popoli, 7 dicembre 1677 – Roccella, 20 luglio 1754) è stata una nobile e poetessa italiana, principessa consorte di Roccella.

## Biografia
Figlia di Giuseppe Cantelmo, 2º principe di Pettorano e 7º duca di Popoli, e di Diana Gaetani dell'Aquila d'Aragona, sposò il 24 marzo 1696 Vincenzo Maria Carafa, 6º principe di Roccella.
Fu membro dell'Accademia dell'Arcadia col nome arcadico di "Elpina Aroete".
Animò un famoso salotto letterario nelle stanze di Palazzo Carafa di Roccella a Napoli.